# Kamanayakanahalli, Channarayapatna
Kamanayakanahalli là một làng thuộc tehsil Channarayapatna, huyện Hassan, bang Karnataka, Ấn Độ.